# تپه طیب و طاهر
تپه طیب و طاهر مربوط به هزاره اول قبل از میلاد به بعد است و در شهرستان ساوه، روستای آقداش واقع شده و این اثر در تاریخ ۱۰ آذر ۱۳۵۴ با شمارهٔ ثبت ۱۲۰۷ به‌عنوان یکی از آثار ملی ایران به ثبت رسیده است.